# Thomas Brattle
Thomas Brattle (* 11. Februar 1742 in Cambridge, Province of Massachusetts Bay; † 7. Februar 1801) war ein US-amerikanischer Kaufmann aus Boston, Massachusetts.
Brattle war der Sohn von William Brattle (1706–1776), einem wohlhabenden Kaufmann und Politiker aus Boston, und mütterlicherseits Enkel von Gurdon Saltonstall (1666–1724), Gouverneur der Colony of Connecticut. Thomas Brattle erwarb 1760 und 1763 Abschlüsse an der Harvard University und an der Yale University sowie der Nassau Hall (Princeton University) einen Master. Er arbeitete anschließend als Kaufmann in Boston.
Als durch den Amerikanischen Unabhängigkeitskrieg die Geschäfte schwieriger wurden, reiste Brattle 1775 nach England. Weitere Reisen führten ihn in die Niederlande und nach Frankreich. Zurück in England bemühte er sich um die Besserung der Umstände für dort gefangene Amerikaner. Als mutmaßlicher Loyalist fiel er 1778 unter das Massachusetts Banishment Act, ein Bill of Attainder gegen Amerikaner, die auf der Seite des Britischen Weltreichs standen.
1779 reiste Brattle zurück nach Amerika und ließ sich zunächst in Rhode Island nieder, wo er für die dort liegenden französischen Truppen hilfreiche Dienste leistete. Der Bann gegen ihn wurde 1784 aufgehoben und Thomas Brattle konnte seine Besitztümer in Massachusetts wieder übernehmen. Er tat sich in der Folge als Berater, Stifter und Philanthrop hervor.
1796 wurde Brattle in die American Academy of Arts and Sciences gewählt. Er war Mitglied der Massachusetts Historical Society.